# Milan Šufflay
Milan Šufflay (ur. 8 listopada 1879 w Lepoglavie, zm. 19 lutego 1931 w Zagrzebiu) – chorwacki polityk, historyk i albanolog.

## Życiorys
Pochodził z ubogiej rodziny. Po ukończeniu szkoły średniej podjął studia na uniwersytecie w Zagrzebiu, które sfinalizował doktoratem z historii. Doceniając niezwykły talent i pracowitość Šufflaya, jeden z jego profesorów – Tadija Smičiklas – zaangażował go jako asystenta do pracy przy Kodeksie Dyplomatycznym (Codex Diplomaticus), wydawanym przez Chorwacką Akademię Nauk. W tym czasie Šufflay zainteresował się historią Półwyspu Bałkańskiego w przekonaniu, że tylko w tym kontekście można prowadzić badania nad historią Chorwacji. Dzięki pracom poświęconym średniowiecznemu państwu chorwackiemu i historii Albanii zyskał międzynarodową sławę, szczególnie jako ekspert od spraw albańskich. Šufflayem zainteresował się także Lajos Thallóczy, który sprowadził go do Budapesztu, oferując mu pracę w tamtejszym Muzeum Narodowym.
W 1908 dzięki poparciu bana Pavao Raucha został profesorem uniwersytetu w Zagrzebiu. Dwa lata później godność bana dostała się w ręce Nikoly Tomašicia, który zmusił Šufflaya do odejścia z uczelni. W 1915 został powołany do służby wojskowej (mimo iż profesorowie byli z tego obowiązku zwolnieni), ale wkrótce przeniesiono go do rezerwy z uwagi na zły stan zdrowia.
Po powstaniu Królestwa SHS, Šufflay został aresztowany pod zarzutem zdrady stanu i razem z Ivo Pilarem oskarżony o szpiegostwo na rzecz obcego państwa. Dowodem w sprawie był list, który skierował do oficera węgierskiego wywiadu kpt. Ferenca Horváta, a który sam Šufflay uznał za niewinny żart. Sąd skazał go na 3,5 roku więzienia. Protesty napływające ze środowisk naukowych innych krajów, aby zwolnić Šufflaya nie przyniosły efektu i musiał on odbyć całość kary w więzieniu w Kosowskiej Mitrowicy. Po odbyciu kary powrócił do pracy naukowej.
W 1924 wszedł w skład władz prawicowej Czystej Partii Prawa, która nie odgrywała większej roli na scenie politycznej Królestwa SHS. W tym samym czasie, działając na prośbę rządu Albanii i Austriackiej Akademii Nauk, Šufflay kontynuował prace nad 3 tomem Codex Albanicus, będącego zbiorem dokumentów poświęconych średniowiecznym dziejom Albanii.
W latach 20. kilkakrotnie otrzymywał listy, w których grożono mu śmiercią. W 1928 po zamordowaniu Stjepana Radicia Šufflay napisał książkę Chorwacja w świetle światowej historii i polityki, w której stwierdzał, że naród chorwacki cierpi pod władzą jugosłowiańską i musi się od niej uwolnić. Ponadto uznawał rzekę Drinę, jako granicę pomiędzy cywilizacją Wschodu i Zachodu. Wściekłość serbskich środowisk nacjonalistycznych wywoływały także poglądy Šufflaya w kwestii Albańczyków, którzy w jego opinii mieli pochodzić od Ilirów, a więc mieszkać na obszarze bałkańskim znacznie wcześniej niż Serbowie i Chorwaci. 18 lutego 1931, kiedy wrócił do swojego domu w Zagrzebiu został zaatakowany przez dwóch agentów policji. Napastnicy roztrzaskali młotem głowę Šufflaya, a następnie splądrowali dom i zabrali rękopis Codex Albanicus. Atak okazał się śmiertelny, Milan Šufflay zmarł dzień później. Władze nie zdecydowały się podjąć śledztwa w sprawie zabójstwa. Najbardziej prawdopodobnymi inspiratorami zbrodni byli Nikola Jukić, członek organizacji Mlada Jugoslavija i gen. Bela Marković, serbski komendant garnizonu zagrzebskiego.
W sprawie Šufflaya wystąpili Albert Einstein i Henryk Mann, którzy skierowali list do Międzynarodowej Ligi Praw Człowieka w Paryżu domagając się ochrony naukowców chorwackich przed działaniami reżimu jugosłowiańskiego.
Šufflay był autorem pierwszej chorwackiej powieści science-fiction, która pozostała w rękopisie i została wydana dopiero w 1998. Był niezwykle uzdolniony językowo. Już w czasie studiów posługiwał się językiem francuskim, niemieckim, włoskim, angielskim, łaciną, greką, a także językami słowiańskimi. W toku pracy naukowej nauczył się jeszcze albańskiego, hebrajskiego i sanskrytu.
Wątek zabójstwa Šufflaya występuje w powieści Ismaila Kadare – Akta sprawy H. (wyd. polskie 1994).

## Dzieła
- 1901: Hrvatska i zadnja pregnuća istočne imperije pod žezlom triju Komnena
- 1904: Die Dalmatinische Privaturkunde
- 1913–1918: Acta et diplomata res Albaniae mediae aetatis illustrantia wspólnie z K.Jirečkiem i L.Thalloczym.
- 1920: Kostadin Balšić (1392–1401): historijski roman u 3 dijela
- 1925: Srbi i Arbanasi
- 1928: Hrvatska u svijetlu svjetske historije i politike : dvanaest eseja
- 1931: Hrvati u sredovječnom svjetskom viru
- 1998: Na Pacifiku god. 2255.: metagenetički roman u četiri knjige
- 1999: Izabrani eseji, prikazi i članci
- 1999: Izabrani eseji, rasprave, prikazi, članci i korespondencija
- 2000: Izabrani politički spisi